# Ан-Наср (сура)
Ан-Наср (араб. النصر — Помощь) — сто десятая сура Корана. Сура мединская. Ниспослана последней после суры ат-Тавба. Состоит из 3 аятов.

## История ниспослания
Сура «Помощь» была ниспослана за два месяца до кончины пророка Мухаммеда. Она является последней сурой ниспосланной целиком. В 9-й день месяца паломничества пророку Мухаммеду был ниспослан 3 аят суры Аль-Маида: «Сегодня Я ради вас усовершенствовал вашу религию, довел до конца Мою милость к вам и одобрил для вас в качестве религии ислам». Услышав эти слова и суру Ан-Наср, некоторые из асхабов заключили, что миссия пророка закончена, и он скоро умрёт. После суры Ан-Наср единственным Откровением был 281 аят суры Аль-Бакара: «Бойтесь того дня, когда вы будете возвращены к Аллаху. Тогда каждый человек сполна получит то, что приобрёл, и с ними не поступят несправедливо».

## Содержание
В суре Ан-Наср указывается на взятие Мекки мусульманами. Главной причиной взятия Мекки является то, что курайшиты нарушили перемирие, заключенное в аль-Худайбийи, напав на племя Хузаа, которое заключило договор с пророком. Племя Курайш поддержало Бану Бакр против Хузаи. Тогда пророк счёл, что в ответ на нарушение курайшитами обета, он обязан взять Мекку. Он подготовил сильную армию, в состав которой вошли десять тысяч воинов и направился в Мекку в месяц Рамадан 8 года хиджры (в декабре 630 года).
Пророк и его войска вошли в Мекку без боя. Так он смог одержать самую крупную победу в истории ислама, победу без ведения боевых действий и без кровопролития. Взятие Мекки имело очень большое религиозное и политическое значение.

## Текст
Когда Аллах поможет тебе и верующим одержать победу над многобожниками и взять Мекку, ۝ и увидишь, что люди будут толпами принимать веру Аллаха (ислам), ۝ возблагодари Господа своего и воздай Ему хвалу, и попроси у Него прощения для себя и для твоей общины. Поистине, Он — прощающий и принимает покаяние от Своих рабов! ۝

Оригинальный текст (ар.)إِذَا جَاءَ نَصْرُ اللَّهِ وَالْفَتْحُ وَرَأَيْتَ النَّاسَ يَدْخُلُونَ فِي دِينِ اللَّهِ أَفْوَاجًا فَسَبِّحْ بِحَمْدِ رَبِّكَ وَاسْتَغْفِرْهُ إِنَّهُ كَانَ تَوَّابًا— Коран 110:1—3 (Аль-Азхар)